# 남동구 갑
남동구 갑은 대한민국의 국회의원 선거구이다. 인천광역시 남동구의 일부 지역을 관할한다. 현 지역구 국회의원은 더불어민주당의 맹성규이다.(2024.6.30~)

## 역사
1996년 대한민국 제15대 국회의원 선거를 앞두고 남동구의 인구가 상한선을 돌파하게 되면서 남동구 선거구가 갑, 을로 나뉘게 되었다. 신설 당시 남동구 갑에는 구월동, 간석1-2동, 간석4동, 도림동, 남촌동, 논현동, 고잔동이 들어가고 나머지는 남동구 을이 되었다. 
2016년 대한민국 제20대 국회의원 선거를 앞두고 구월2동과 간석2동이 남동구 을로 넘어갔다.

## 관할 구역
| 대수      | 관할 구역 |
| --------- | --- |
| 15대      | 남동구 구월1동, 구월2동, 구월3동, 구월4동, 간석1동, 간석2동, 간석4동, 도림동, 남촌동, 논현동, 고잔동           |
| 16대~18대 | 남동구 구월1동, 구월2동, 구월3동, 구월4동, 간석1동, 간석2동, 간석4동, 남촌도림동, 논현고잔동                   |
| 19대      | 남동구 구월1동, 구월2동, 구월3동, 구월4동, 간석1동, 간석2동, 간석4동, 남촌도림동, 논현고잔동, 논현1동, 논현2동 |
| 20대~     | 남동구 구월1동, 구월3동, 구월4동, 간석1동, 간석4동, 남촌도림동, 논현1동, 논현2동, 논현고잔동                   |

## 역대 국회의원
| 선거   | 정당 | 정당         | 의원   |
| ------ | ---- | ------------ | ------ |
| 1996년 |      | 신한국당     | 이윤성 |
| 2000년 |      | 한나라당     | 이윤성 |
| 2004년 |      | 한나라당     | 이윤성 |
| 2008년 |      | 한나라당     | 이윤성 |
| 2012년 |      | 민주통합당   | 박남춘 |
| 2016년 |      | 더불어민주당 | 박남춘 |
| 2018년 |      | 더불어민주당 | 맹성규 |
| 2020년 |      | 더불어민주당 | 맹성규 |
| 2024년 |      | 더불어민주당 | 맹성규 |

## 역대 선거 결과

### 대한민국 제15대 국회의원 선거
|  | 54.18% |

|  | 22.30% |

|  | 14.40% |

|  | 7.83% |

|  | 1.27% |

### 대한민국 제16대 국회의원 선거
|  | 54.89% |

|  | 36.81% |

|  | 5.89% |

|  | 2.39% |

### 대한민국 제17대 국회의원 선거
|  | 45.77% |

|  | 43.32% |

|  | 8.51% |

|  | 2.38% |

### 대한민국 제18대 국회의원 선거
|  | 57.81% |

|  | 27.16% |

|  | 10.37% |

|  | 4.64% |

### 대한민국 제19대 국회의원 선거
|  | 46.97% |

|  | 38.52% |

|  | 12.25% |

|  | 2.24% |

### 대한민국 제20대 국회의원 선거
|  | 50.58% |

|  | 33.15% |

|  | 14.72% |

|  | 1.53% |

### 2018년 대한민국 재보궐선거
|  | 61.62% |

|  | 25.92% |

|  | 6.39% |

|  | 6.06% |

### 대한민국 제21대 국회의원 선거
|  | 54.38% |

|  | 44.44% |

|  | 1.17% |

### 대한민국 제22대 국회의원 선거
|  | 56.96% |

|  | 40.26% |

|  | 2.77% |

## 같이 보기
- 남동구
- 인천 남동구의 국회의원
- 인천광역시의 선거구